# Картозія Гіві Олександрович
Гіві Картозія (груз. გივი კარტოზია; 29 березня 1929, Батумі — 3 квітня 1998, Тбілісі) — радянський борець греко-римського стилю грузинського походження, триразовий чемпіон світу, володар Кубку світу, бронзовий призер та чемпіон Олімпійських ігор. Заслужений майстер спорту СРСР (1953).

## Біографія
Боротьбою почав займатися з 1945 року. Виступав за тбіліські клуби «Іскра» (1949), «Більшовик» (1950—1954) та «Буревісник» (1955—1965).
Вперше на міжнародній арені заявив про себе у 1951 році на Всесвітньому фестивалі молоді і студентів, де він виграв золото з греко-римської боротьби в середній ваговій категорії. У 1950-ті роки Картозія виграв майже всі турніри, що можна було виграти на міжнародному рівні з греко-римської боротьби в середній вазі. Він став олімпійським чемпіоном на іграх в Мельбурні у 1956 році, в тому ж році виграв Кубок світу, завоював титули чемпіона світу 1953, 1955 і 1958 років. На чемпіонатах СРСР з греко-римської боротьби в середній вазі він ставав чемпіоном у 1952-55 рр., взяв срібло в 1956-му і бронзу в 1950-му і 1951-му рр. На літніх Олімпійських іграх 1960 року в Римі, Гіві Картозія перейшов у напівважку вагову категорію і здобув бронзову нагороду. Брав участь і в змаганнях з вільної боротьби. На чемпіонаті світу 1954 року посів п'яте місце. Завершив кар'єру спортсмена у 1965 році. З 1966 року, після отримання ліцензії від Міжнародної федерації об'єднаних стилів боротьби (FILA), Гіві Картозія виступав як рефері на міжнародних змаганнях з боротьби. Суддя всесоюзної категорії (1966).
Випускник Грузинського державного інституту фізичної культури (1957) та Тбіліського державного університету (1963). Педагог, економіст. Працював директором Тбіліської школи вищої спортивної майстерності.
Помер 3 квітня 1998 року в Тбілісі.

## Вшанування пам'яті
У списку найкращих спортсменів Грузії, складеному Асоціацією спортивних журналістів Грузії, посів друге місце, поступившись одним балом триразовому олімпійському чемпіону, легкоатлету Віктору Санєєву.
У 2001 році ім'ям Гіві Картозії названий Тбіліський палац спорту.
З 2010 року в Тбілісі проводиться щорічний міжнародний турнір з боротьби на честь Гіві Картозії.

## Спортивні результати

### Виступи на Олімпіадах
| Змагання                    | Збірна | Вагова категорія | Місце  |
| --------------------------- | ------ | ---------------- | ------ |
| Літні Олімпійські ігри 1956 | СРСР   | 79 кг            | Золото |
| Літні Олімпійські ігри 1960 | СРСР   | 87 кг            | Бронза |

### Виступи на Чемпіонатах світу
| Змагання                        | Збірна | Вагова категорія | Місце  |
| ------------------------------- | ------ | ---------------- | ------ |
| Чемпіонат світу з боротьби 1953 | СРСР   | 79 кг            | Золото |
| Чемпіонат світу з боротьби 1954 | СРСР   | 79 кг            | 5      |
| Чемпіонат світу з боротьби 1955 | СРСР   | 79 кг            | Золото |
| Чемпіонат світу з боротьби 1958 | СРСР   | 79 кг            | Золото |

## Виступи на Кубках світу
| Змагання                    | Збірна | Вагова категорія | Місце  |
| --------------------------- | ------ | ---------------- | ------ |
| Кубок світу з боротьби 1956 | СРСР   | 79 кг            | Золото |

## Виступи на інших змаганнях
| Змагання                                         | Збірна | Вагова категорія | Місце  |
| ------------------------------------------------ | ------ | ---------------- | ------ |
| III Всесвітній фестиваль молоді і студентів 1951 | СРСР   | 79 кг            | Золото |